# Mouvement Emtidad
Le mouvement Emtidad (arabe : حركة إمتداد) est un parti politique irakien créé sur le square al-Haboubi de Nassiriya au cours des manifestations anti-gouvernementales de 2019-2021.
Le nom du parti se traduit par extension, car il se définit dès sa création comme le prolongement politique des revendications exprimées par les protestataires en vue des élections législatives irakiennes de 2021. Le mouvement y effectue une percée et remporte 9 sièges, dont celui de son fondateur le pharmacien Alaa el-Rikabi élu à Nassiriya.